# بيترو ديانا
بيترو ديانا (بالإيطالية: Pietro Diana)‏ هو مصمم مطبوعات ورسام إيطالي، ولد في 28 ديسمبر 1931 في ميلانو في إيطاليا، وتوفي بنفس المكان في 12 أكتوبر 2016.